# アンブロジーニ サジッタリオ
アンブロジーニ サジッタリオ
- 用途：実験機
- 製造者：アンブロジーニ
- 初飛行：1953年1月5日
- 生産数：1機

アンブロジーニ サジッタリオ（Ambrosini Sagittario）は、イタリアのアンブロジーニ社が自社製のS.7を基に製作した空気力学用の実験機である。

## 設計と開発
サジッタリオにはアンブロジーニ S.7の胴体に新しい木製で前縁が45度の後退翼の主翼と尾翼が取り付けられたが、当初はS.7のピストンエンジンはそのまま残され、この機体はアンブロジーニ S.7 フレッチア（Ambrosini S.7 Freccia）として知られる。
1953年1月5日に初飛行を行い、この形態のまま数度の試験飛行を実施した後でピストンエンジンが取り外された。エンジンが推力3.7 kN (840 lbf)のチュルボメカ マルボレ ターボジェットに換装されるとサジッタリオと改称された。エンジン吸気口は機首の最先端に位置し、排気はコックピットの下の胴体下部を通して排出された。尾輪式の降着装置はそのまま残されたが、尾輪をエンジンの排気から保護するために特製の覆いが追加されていた。
後のアエルフェール サジッタリオ2は、首輪式降着装置と全面ガラス張りのコックピットを有する点が異なっていた。

## 運用
イタリア
- イタリア空軍が評価のために1機のみを運用[1]。

## 要目
諸元
- 乗員: １
- 全長:
- 全高:
- 翼幅:
- 動力: チュルボメカ マルボレ ターボジェット
  - ドライ推力: 3.7 kN （840 lbf） × 1
  - アフターバーナー使用時推力: kN （lbf） × 1

性能
- 最大速度: 560 km/h  350 mph